# Walenty Gawrychowski
Walenty Gawrychowski (ur. 1870, zm. 1 lutego 1934) – amerykański duchowny katolicki pochodzenia polskiego, biskup Polskiego Narodowego Kościoła Katolickiego działającego na terenie Stanów Zjednoczonych Ameryki.

## Życiorys
Był synem Jana i Julianny z Parzychów. Urodził się 16 marca 1867 roku w Stanisławowie
w parafii nowogrodzkiej. Do Stanów Zjednoczonych emigrował w maju 1892. Inne źródła jako rok urodzenia podają 1870.
Po śmierci bp Stefana Kamińskiego, zwierzchnika Polskiego Niezależnego Kościoła Katolickiego w Stanach Zjednoczonych Ameryki i włączeniu jego parafii w struktury Polskiego Narodowego Kościoła Katolickiego, ks. Walenty Gawrychowski został wyznaczony przez bp Franciszka Hodura na proboszcza parafii Matki Bożej Różańcowej w Buffalo. Funkcję tę sprawował do 1927 kiedy zastąpił go ks. Jan Zenon Jasiński.
Został konsekrowany na biskupa w Scranton w Pensylwanii w dniu 17 sierpnia 1924 przez biskupa Franciszka Hodura i w 1925 został biskupem ordynariuszem diecezji wschodniej PNKK.
Został pochowany na Cmentarzu Matki Bożej Różańcowej w Chicopee w stanie Massachusetts.